# Gradbena fakulteta v Zagrebu
Gradbena fakulteta (izvirno hrvaško Građevinski fakultet u Zagrebu), s sedežem v Zagrebu, je fakulteta, ki je članica Univerze v Zagrebu.